# Metinvest
Metinvest er en ukrainsk multinational mine- og stålkoncern med hovedkvarter i Zaporizjzja. De har aktiver i Ukraine, Italien, Bulgarien, Storbritannien og USA, hvor de de producerer jernmalm, kul, koks, råjern, stål og forskellige stålvarer. Deres moderselskab er Metinvest Holding LLC.
Virksomhedens ejere er Rinat Akhmetovs SCM (71,24 %) og Vadym Novynskyis Smart Holding (23,76 %) igennem det primære holdingselskab Metinvest B.V. (Nederlandene).